# Castlevania Judgment
Castlevania Judgment est un jeu vidéo de combat développé par Eighting et édité par Konami, sorti sur Wii en 2008. Le jeu reprend l’univers et les personnages de Castlevania. Le design des personnages a été fait par le célèbre mangaka Takeshi Obata.
Ce jeu est jouable en un contre un via internet ou sur la même console. Il est possible d'accéder à Castlevania: Order of Ecclesia sur Nintendo DS pour accéder à des bonus exclusifs.

## Trame

### Scénario
Un mystérieux homme nommé Aéon change le temps pour faire venir de toutes les époques les différents personnages liés à la maison Belmont et à Dracula. Son but est de découvrir qui est le personnage le plus puissant de l’histoire afin de le préparer à détruire le Time Reaper, une entité démoniaque venant de 10 000 ans dans le futur.

### Personnages
Le jeu propose 14 combattants.
- Simon Belmont (Castlevania, Castlevania II: Simon's Quest, Super Castlevania IV, Castlevania Chronicles, Haunted Castle)
- Aeon (inédit)
- Alucard (Castlevania III: Dracula's Curse, Castlevania: Symphony of the Night, Castlevania: Aria of Sorrow, Castlevania: Dawn of Sorrow, Castlevania: Harmony of Despair, Castlevania: Pachi Slot)
- Maria Renard (Castlevania: Symphony of the Night, Castlevania: The Dracula X Chronicles, Castlevania: Vampire's Kiss, Castlevania: Harmony of Despair)
- Dracula (récurrent)
- Eric Lecarde (Castlevania: The New Generation, Castlevania: Portrait of Ruin)
- Grant DaNasty (Castlevania III: Dracula's Curse)
- Sypha Belnades (Castlevania III: Dracula's Curse, Castlevania: Pachi Slot)
- Cornell (Castlevania: Legacy of Darkness, Castlevania 64)
- Trevor Belmont (Castlevania III: Dracula's Curse, Castlevania: Curse of Darkness, Castlevania: Pachi Slot)
- Carmilla (Castlevania: Circle of the Moon, Castlevania: Rondo of Blood, Castlevania II: Simon's Quest, Castlevania: Vampire's Kiss)
- Death (récurrent)
- Golem (récurrent)
- Shanoa (Castlevania: Order of Ecclesia, Castlevania: Harmony of Despair)